# Conus magdalenae
Conus magdalenae é uma espécie de gastrópode do gênero Conus, pertencente a família Conidae.